# Surani, Prahova
Surani là một xã thuộc hạt Prahova, România. Dân số thời điểm năm 2002 là 1868 người.